# Octopus (singolo Syd Barrett)
Octopus (originariamente intitolata Clowns and Jugglers) è un brano musicale composto ed eseguito dal cantautore britannico Syd Barrett. La canzone, oltre ad essere inclusa nel suo primo album solista The Madcap Laughs, venne anche pubblicata su singolo (B-side Golden Hair) nel novembre 1969. Si trattò del primo ed ultimo singolo solista pubblicato da Barrett.

## Il brano

### Composizione
(Syd Barrett)
Octopus cita direttamente una sezione del poema Rilloby-Rill di Sir Henry Newbolt. Il brano contiene anche una gran varietà di altre influenze.

### Registrazione
Dopo l'uscita di Barrett dai Pink Floyd nell'aprile 1968, Peter Jenner, membro del management della band, portò Barrett negli studi della EMI per fargli incidere qualche traccia nel maggio successivo, che sarebbero poi state pubblicate sul primo album solista di Syd. Durante queste sessioni, Jenner non riuscì a far registrare, propriamente, nessuna traccia vocale a Barrett, ma furono gettate le basi di alcuni pezzi, tra i quali uno intitolato Clown and Jugglers. Le sessioni si fermarono bruscamente a causa dei problemi psicologici di Barrett, che se ne andò via a girare l'Inghilterra con la sua mini-cooper apparentemente senza una destinazione finale.
All'inizio del 1969, Barrett decise di tornare alla sua carriera musicale; contattò la EMI, e venne affidato al produttore Malcolm Jones, allora a capo della neonata divisione prog rock della EMI, la Harvest. Barrett voleva registrare di nuovo il materiale provato con Jenner l'anno prima; svariate canzoni, inclusa Clowns and Jugglers, furono tutte rielaborate.
Una versione primitiva della canzone è stata inclusa nella compilation di rarità di Barrett Opel (1988) con il titolo originario Clowns and Jugglers, incisa insieme ai Soft Machine. La ristampa in CD del 1993 di The Madcap Laughs e Opel contiene inoltre versioni alternative di Octopus e Clowns and Jugglers rispettivamente, come tracce bonus.

### Pubblicazione
Octopus è celebre per essere l'unico 45 giri mai pubblicato in carriera da Barrett come artista solista. Il singolo venne pubblicato il 14 novembre 1969, due mesi prima dell'uscita dell'album The Madcap Laughs, senza riuscire ad entrare in classifica in Gran Bretagna o negli Stati Uniti. In Francia, il singolo uscì con una copertina colorata che ritraeva una piovra disegnata da Barrett stesso. Questa versione è ritenuta molto rara, e viene valutata circa 650 sterline sul mercato del collezionismo.
Nel 2010, Octopus è stata inserita nella raccolta An Introduction to Syd Barrett, con delle nuove sovraincisioni di basso effettuate da David Gilmour.

## Tracce singolo
HAR 5009
1. Octopus (Syd Barrett) - 3:47
2. Golden Hair (Syd Barrett, James Joyce) - 2:00